# Mu Normae
Mu Normae (μ Normae) é uma estrela na constelação de Norma. Tem uma magnitude aparente visual de 4,94, sendo visível a olho nu em boas condições de visualização. Com base em sua paralaxe medida pela sonda Hipparcos, de 0,78 ± 0,33 mas, está a uma distância de cerca de 1300 parsecs (4200 anos-luz), com uma grande incerteza de cerca de 500 parsecs. Métodos indiretos fornecem distâncias de 1000 e 1108 parsecs. A essa distância, seu brilho é diminuído em cerca de uma magnitude devido à extinção causada por gás e poeira no meio interestelar.
Esta estrela é uma supergigante azul com um tipo espectral de O9.7Iab, o que indica que é uma estrela altamente massiva e brilhante, possuindo uma luminosidade cerca de 340 mil vezes superior à do Sol. Possui uma massa estimada em 33 vezes a massa solar, a qual está sendo rapidamente perdida pelo vento estelar a uma taxa de 2,3×10−6 massas solares por ano, o equivalente à massa solar a cada 385 mil anos. Sua fotosfera tem um raio de 25 raios solares e uma alta temperatura efetiva de 28 000 K. A estrela é bastante jovem, com uma idade de 5 milhões de anos.
Mu Normae varia em magnitude visual entre 4,87 e 4,98, e suspeita-se que seja uma estrela variável do tipo Alpha Cygni, uma classe de estrelas supergigantes que apresentam pulsações não radiais. Análise da curva de luz obtida pela sonda Hipparcos revelou um possível período de 0,639 dias, com amplitude de 0,019 magnitudes.
Uma pesquisa com o instrumento NACO, no Very Large Telescope, detectou duas companheiras visuais próximas a Mu Normae, a separações angulares de 1,5 e 6,2 segundos de arco. Não há confirmação de que elas estão fisicamente associadas a Mu Normae, mas a probabilidade de elas serem estrelas não relacionadas, em um alinhamento aleatório, é estimada em 0,2 e 6,0%, respectivamente.
Mu Normae parece ser a estrela mais brilhante do pequeno aglomerado estelar NGC 6169, e é tão brilhante que dificulta a visualização do aglomerado. No catálogo Collinder, ele é considerado o protótipo da classe μ Normae de aglomerados abertos. A estrela também já foi identificada como um possível membro da associação estelar Ara OB1, uma associação OB que contém várias estrelas quentes e luminosas. Mu Normae possui uma alta velocidade peculiar de 32,9+8,9
−13,1 km/s, e pode ser uma estrela fugitiva.